# Kepler-131
Kepler-131 é uma estrela da classe espectral G3 V localizada a aproximadamente 738 anos-luz (226 pc) de distância a partir do Sol, na constelação de Lyra. Essa estrela tem uma massa de 1,02 ± 0,06 massa solar, um raio de 1,03 ± 0,1 raio solar e uma temperatura de 5685 ± 74 kelvin. O sistema planetário Kepler-131 tem, pelo menos, dois planetas extrassolares.

## Sistema planetário
Kepler-131 possui dois planetas extrassolares confirmados orbitando a estrela. Estes planetas foram descobertos pelo telescópio espacial Kepler. Foram confirmados utilizando uma combinação de imagens espectroscópicas de alta resolução e e espectroscopia Doppler.